# Dębie, Voivodato de Opole
Dębie [ˈdɛmbjɛ] (en alemán: Dembio) es un pueblo ubicado en el distrito administrativo de Gmina Chrząstowice, dentro del Condado de Opole, Voivodato de Opole, en el suroeste de Polonia. Se encuentra aproximadamente a 12 kilómetros al este de la capital regional Opole.
Antes de 1945, el área fue parte de Alemania.
El pueblo tiene una población de 540 habitantes.